# LE-30
La LE-30 o Ronda Sur de León es la tercera circunvalación de la ciudad de León. 
Conecta la  N-601  con todas las autovías y autopistas que pasan por la ciudad, la  A-60  hacia Puente Villarente, la   LE-11  que comunica la circunvalación con la  A-231 , la  AP-71 , la  AP-66  y la  A-66 .

## Construcción
La autovía se creó para que la ciudad de León estuviera comunicada mediante una autovía con la  A-66  /  AP-66  y con la  AP-71 .
Se construyó en dos tramos:  N-601  -  N-630  y el segundo entre  N-630  - Intercambiador de la Virgen del Camino.
Actualmente está en estudio informativo de la nueva Ronda Noroeste de León, tal como ha confirmado por el Ministerio de Transportes, Movilidad y Agenda Urbana, la nueva prolongación de la  LE-30 .

## Tramos
| Denominación | Tramo                                                                                        | Kilómetros | Año servicio / Estado (2025)                                                                      |
| ------------ | -------------------------------------------------------------------------------------------- | ---------- | ------------------------------------------------------------------------------------------------- |
| LE-30        | León Barrio Puente Castro LE-20 - Armunia N-630                                              | 4          | 2002                                                                                              |
| LE-30        | Armunia N-630 - Fresno del Camino A-66 AP-71                                                 | 6          | 2007                                                                                              |
|              | Ronda Noroeste de León Tramo: Montejos del Camino AP-66 - León Barrio de la Inmaculada N-630 | 11,7       | Estudio informativo terminado (sometida a información pública) (pendiente licitación de proyecto) |

## Salidas
| Velocidad | Esquema | Salida | Sentido La Virgen del Camino (ascendente)                            | Sentido Puente Castro (descendente)                                  | Carretera         | Notas |
| --------- | ------- | ------ | -------------------------------------------------------------------- | -------------------------------------------------------------------- | ----------------- | ----- |
|           |         |        | Inicio de la Circunvalación de León                                  | León (este) Oviedo Valladolid                                        | LE-20 N-630 N-601 |       |
|           |         | 1A     | Mansilla de las Mulas - Valladolid Burgos                            | Mansilla de las Mulas - Valladolid Burgos                            | A-60 A-231        |       |
|           |         | 1      | Puente Castro Villarroañe León                                       | Puente Castro Villarroañe León                                       |                   |       |
|           |         |        | Río Bernesga                                                         | Río Bernesga                                                         |                   |       |
|           |         | 3      | Mercado de ganado Mercaleón León (centro)                            | Mercado de ganado Mercaleón León (centro)                            | LE-11             |       |
|           |         | 4      | Avda. de Antibióticos Oviedo Benavente Madrid                        | Avda. de Antibióticos Oviedo Benavente Madrid                        | N-630             |       |
|           |         | 5      | Polígono industrial de Villacedré                                    | Polígono industrial de Villacedré                                    |                   |       |
|           |         | 7      | Polígono de Trobajo del Camino La Virgen del Camino                  | Polígono de Trobajo del Camino La Virgen del Camino                  | N-120             |       |
|           |         |        | Arroyo del Valle                                                     | Arroyo del Valle                                                     |                   |       |
|           |         | 9AB    | Todas direcciones Aeropuerto                                         |                                                                      | AP-66 N-120 A-66  |       |
|           |         |        | Fin de la Circunvalación de León Inicio de la Autopista León-Astorga | Inicio de la Circunvalación de León Fin de la Autopista León-Astorga |                   |       |